# Chiesa di San Nazaro in Pietrasanta
San Nazaro in Pietrasanta era una chiesa di 300 metri quadrati che sorgeva nel centro di Milano e che fu demolita nel 1888.
La chiesa era dove ora sorge l'imponente edificio di Casa Broggi, all'angolo fra la via Meravigli, via Santa Maria Segreta e la allora contrada San Nazaro in Pietrasanta (successivamente via Giorgio Giulini e oggi indicativamente via Dante), nelle immediate vicinanze della Piazza Cordusio. La facciata era sulla contrada San Nazaro in Pietrasanta.

## Storia
Nella sua Descrizione di Milano pubblicata nel 1737, Serviliano Latuada riporta che ci fosse sicura notizia che quella chiesa esistesse già nell'XI secolo e già fosse dedicata a San Nazaro e con dicitura in Pietrasanta (S. Nazarium ad Petram Sanctam), riportando una memoria inclusa nel Calendario Sitoniano. Nel 1397 era attestata come cappella in Porta Comasina.
Sicuramente già esistente nel 1549, anno della sua seconda costruzione, appare nella carta della città del 1579 attribuita a Giovan Battista Clarici e che è attualmente conservata presso l'Accademia nazionale di San Luca in Roma. In questa carta, tuttavia, la chiesa viene indicata con la denominazione di San Matteo Pietra o San Matteo P.
La dedica a San Nazaro trae origine dal fatto che sul luogo dove sarebbe poi sorto il tempio fosse un tempo esistita un'abitazione presso cui i santi Nazaro e Celso, giungendo a Milano dalla Gallia, avevano dimorato per un certo periodo prima del martirio; quando Ambrogio ne ritrovò i corpi nell'anno 393 li fece seppellire con tutti gli onori presso il luogo del ritrovamento su cui sorse successivamente la chiesa di San Celso; successivamente fece poi traslare il corpo di San Nazaro presso la più grande San Nazaro in Brolo, mentre a San Nazaro in Pietrasanta rimase la dedica a ricordo del luogo dove il Santo aveva dimorato.
Sull'origine della dicitura in Pietrasanta (o in Pietra Santa) le opinioni sono diverse e spesso in disaccordo, ma va ricordato che all'interno della chiesa era ospitata una pietra a forma di cilindro — resto di una colonna romana — la quale era ritenuta santa perché sarebbe servita di appoggio a Sant'Ambrogio nell'atto di montare a cavallo durante la guerra contro gli Ariani.
La pietra fu qui trasferita perché potesse essere oggetto della venerazione popolare nell'anno 1721 "in occasione della riedificazione di detta Chiesa".
Nella chiesa, secondo il Frigerio, ancora esisteva un'antica iscrizione lapidea che, ricordando la vittoria di Sant'Ambrogio sugli Ariani, citava la pietra chiamata santa dai fedeli e che veniva poi nuovamente citata in un'altra lapide datata 1721 in cui si ricordava il trasferimento di quella pietra nella chiesa di San Nazaro.
La chiesa, inizialmente e subito dopo la vittoria di Ambrogio sugli Ariani, sarebbe stata prima una cappella eretta a ricordo dell'opera di Ambrogio e chiamata Il trionfo dei cattolici; distrutta durante le successive guerre venne nuovamente riedificata dalle fondamenta nell'anno 1549 durante il governatorato di Ferrante Gonzaga da don Francesco Sannazaro e intitolata a San Nazaro. Elevata al grado di parrocchiale fu soppressa da san Carlo il 27 marzo 1578 e da lui donata alla Confraternita di San Girolamo.
Sotto la gestione della Confraternita venne ricostruita per la terza volta dalle fondamenta nell'anno 1721 su disegno dell'ingegnere e architetto Carlo Federico Castiglione, anno in cui venne consacrata alla Vergine Immacolata. Alla Vergine venne quindi dedicata una bella statua miracolosa precedentemente collocata presso una cappella e che fu posta sopra all'altare maggiore nell'anno 1719
La statua, contenuta nella sua teca originale lignea e la cui corona era stata posta da San Carlo in persona, fu trasferita con una grande processione la notte del 15 dicembre 1887 presso la vicina chiesa di San Tomaso in Terramara di via Broletto dove è tuttora visibile sul lato destro della navata nella collocazione definitiva dell'8 dicembre 1899.

## Architettura
La facciata del Castiglione era a due ordini (ionico l'inferiore e corinzio il superiore) di uguali dimensioni e forma con un portale maggiore d'ingresso e due laterali sormontati da timpani che si ritrovavano uguali nel secondo ordine con la funzione di un finestrone centrale e due nicchie laterali occupate da statue; sopra alle due porte d'ingresso laterali, due altorilievi. Nella parte bassa quattro lesene doriche equidistanti riprese nell'ordine superiore da quattro lesene corinzie. La navata era unica con tre cappelle.
Il Pirovano riferisce nel suo Milano nuovamente descritta dal pittore Francesco Pirovano : co'suoi stabilimenti di scienze, di pubblica beneficenza, ed amministrazione, chiese, palagi, teatri, ec., loro pitture e sculture (1824) che l'altare maggiore fosse dello Zanoja.

## La demolizione
La chiesa, come molte altre in quella parte della città, fu demolita nell'anno 1888 durante la vasta risistemazione dell'area compresa fra il Castello Sforzesco e il Duomo e la conseguente creazione della attuale via Dante e di piazza Cairoli..
La pietra santa che veniva conservata al suo interno fu traslata nel 1889 nell'allora appena riconsacrata chiesa di San Vincenzo in Prato presso la quale è ancora visibile. Nel 1932 la pietra fu collocata nel nuovo battistero di quella stessa chiesa progettato da Paolo Mezzanotte.
A proposito della demolizione di questa chiesetta, scrive il sacerdote Paolo Rotta nel 1891 nel suo Passeggiate storiche, ossia Le chiese di Milano dalla loro origine fino al presente:
«Affrettiamoci a dirlo, fu questa una ben dura ed indeprecabile necessità 
che si dovette subire, la scomparsa cioè istantanea della vecchia chiesuola 
così ricca di tante care indelebili memorie. E qui, aggiungiamolo pure, 
siffatta smodata febbre di sventramento, le ferite che squarciano taluni 
quartieri della città, quegli assiti che nascondono i vecchi ruderi e dietro 
cui compaiono a poco a poco lunghe fila di monotoni edificii eretti quasi 
tutti per cura di speculatori ed imprese bancarie ed utilitarie, solo distinti 
per rettifili, enormi elevazioni e per vari tinteggiamenti del latte di calce, 
quale senso di commozione al pubblico, quale sussulto di pensieri, tristi e 
melanconici desta tutto ciò in animi riflessivi e bennati?».

## Galleria d'immagini

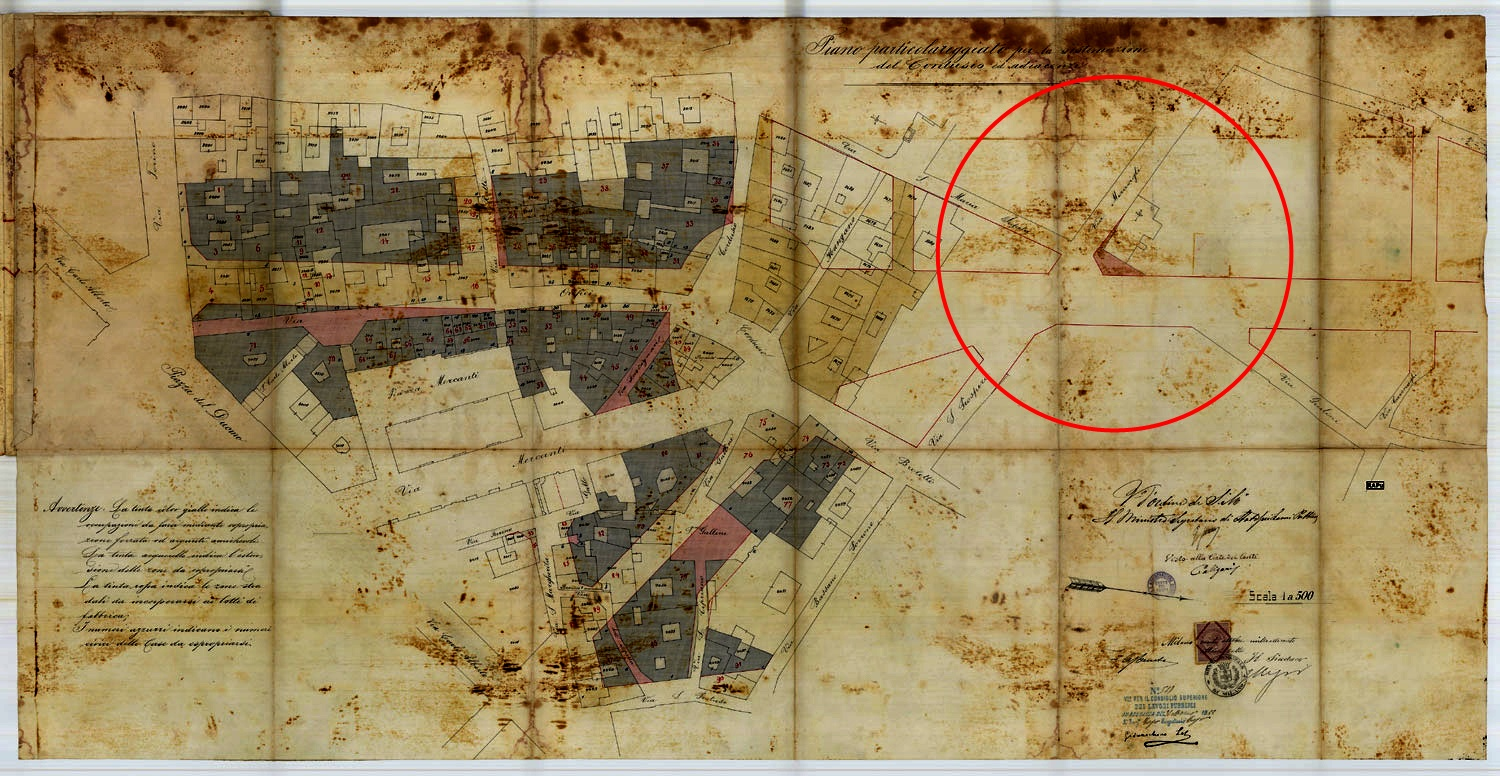
La chiesa evidenziata nelle tavole del Piano Beruto
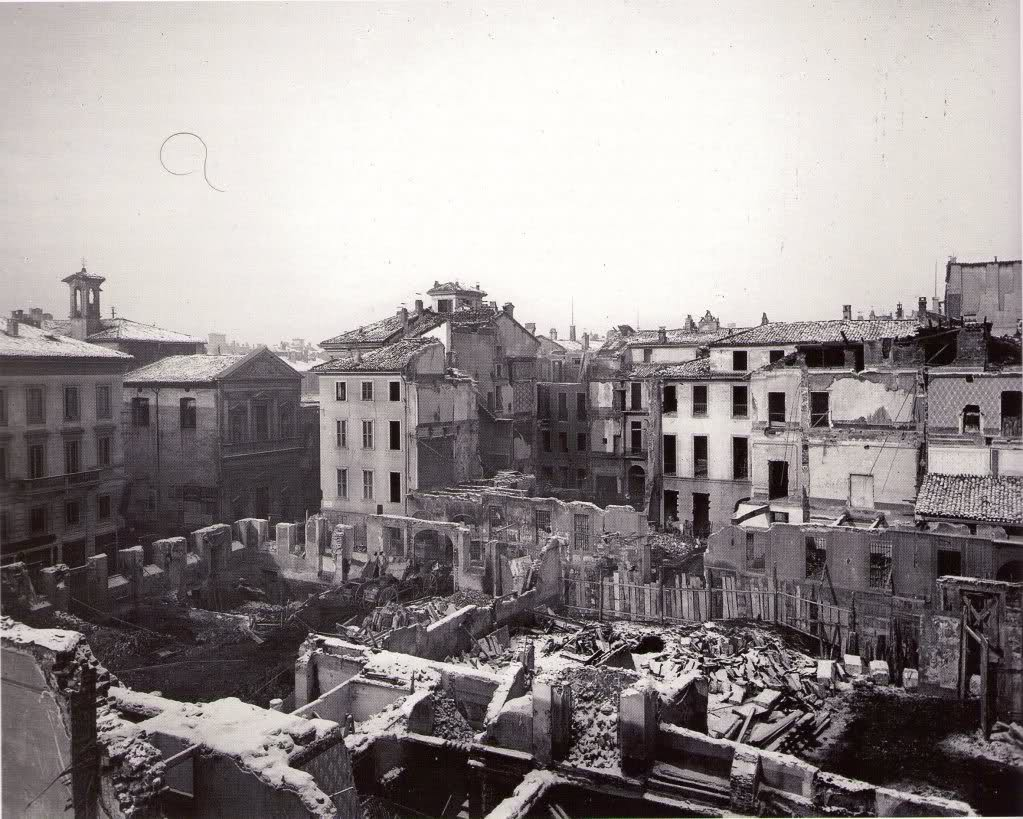
Le demolizioni per la realizzazione della via Dante, nel 1886. Sulla sinistra la chiesa di San Nazaro
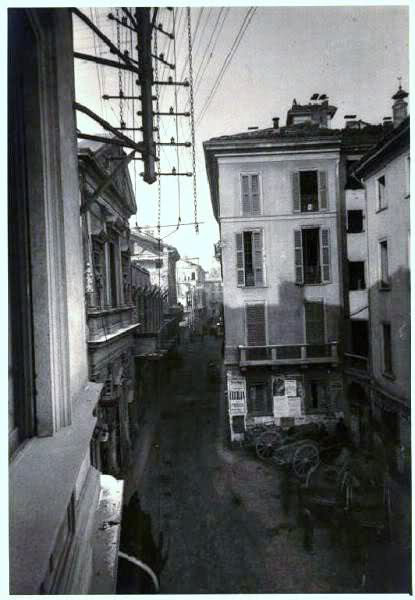
La chiesa ripresa da una finestra della via Santa Maria Segreta (prima del 1888)
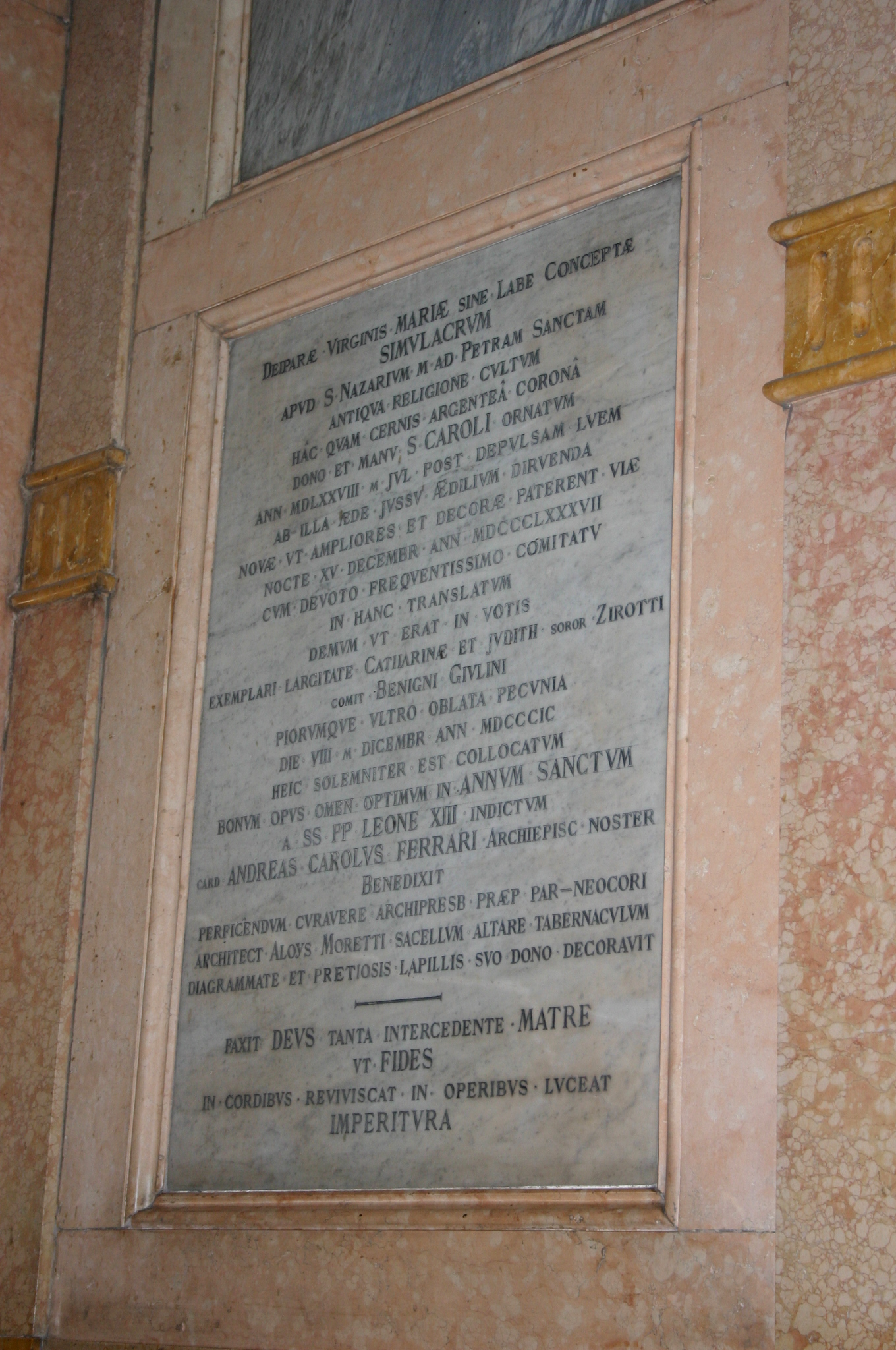
Lapide in San Tomaso a ricordo della traslazione della statua dell'Immacolata da San Nazaro nel 1887
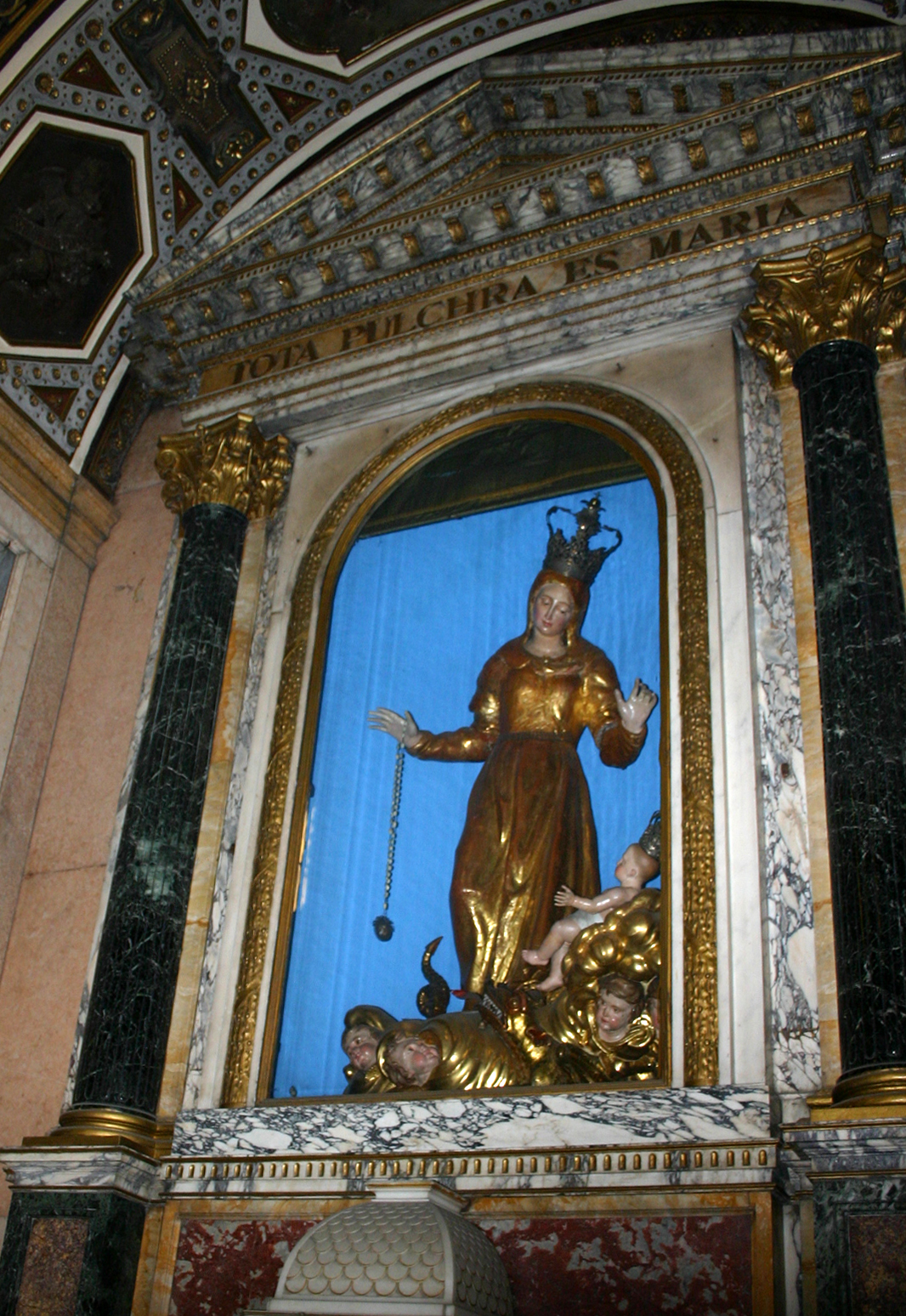
La statua della Vergine ricollocata a San Tomaso e proveniente da San Nazaro.
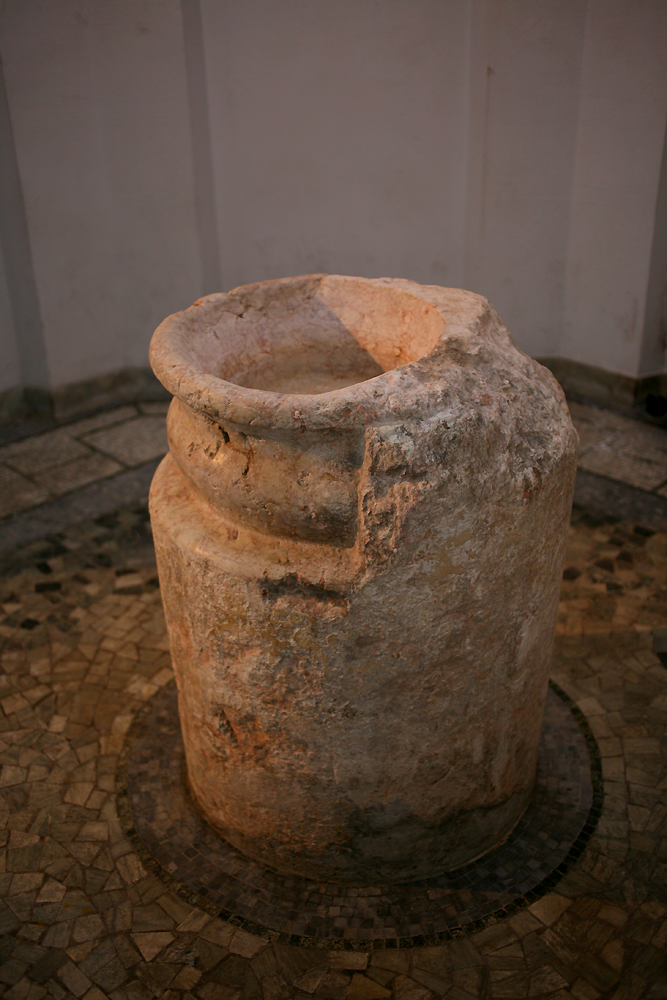
La pietra santa ora conservata in San Vincenzo in Prato
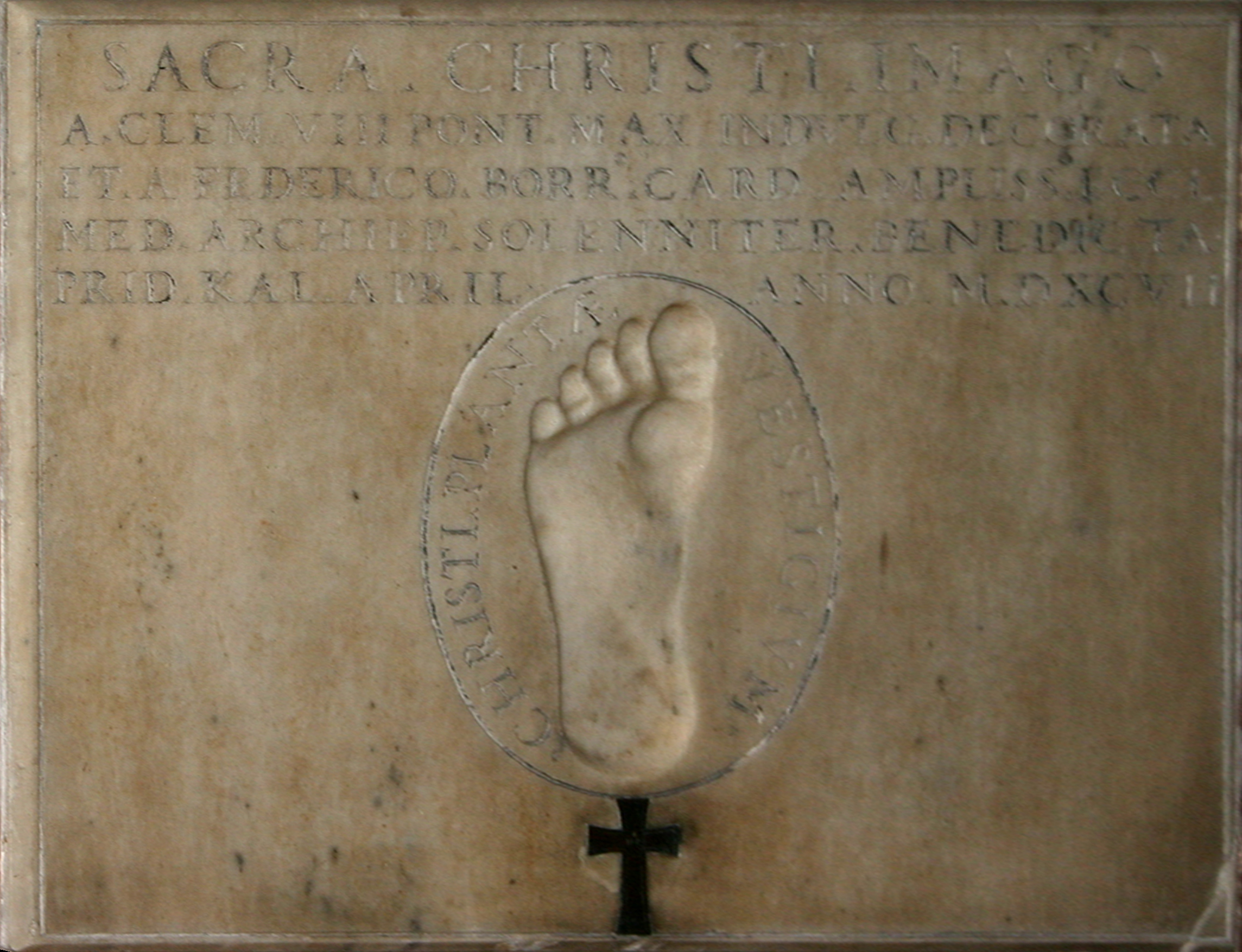
La Sacra Christi Imago, posta da San Carlo in San Nazaro e ora custodita presso San Tomaso